# جاسان-غیوتیه (کمون)
جاسان-غیوتیه (به فرانسوی: Jassans-Riottier) یک کمون در فرانسه است که در ان (اوورنی-رون-آلپ) واقع شده‌است. جاسان-غیوتیه ۴٫۸۱ کیلومتر مربع مساحت دارد و ۱۷۵ متر بالاتر از سطح دریا واقع شده‌است.

## خواهرخوانده
شهر اوتینی-لوون‌لنو خواهرخواندهٔ جاسان-غیوتیه (کمون) هست.